# سیل‌های ۲۰۱۳ چین-روسیه
در اواسط اوت ۲۰۱۳، بخش‌هایی از شرق روسیه و شمال شرقی چین دچار سیل شدید شدند. تا ۱۹ اوت، حداقل ۸۵ نفر در اثر سیل جان باختند و بیش از ۱۰۵ نفر دیگر مفقود شدند. بیش از ۶۰٬۰۰۰ خانه ویران شد و ۸۴۰٬۰۰۰ نفر از استان‌های هیلونگ‌جیانگ، جیلین و لیائونینگ به دلیل سیل تخلیه شدند. این سیل همزمان با سیل در استان گوانگ‌دونگ در جنوب چین رخ داد.

## سیل و خسارات

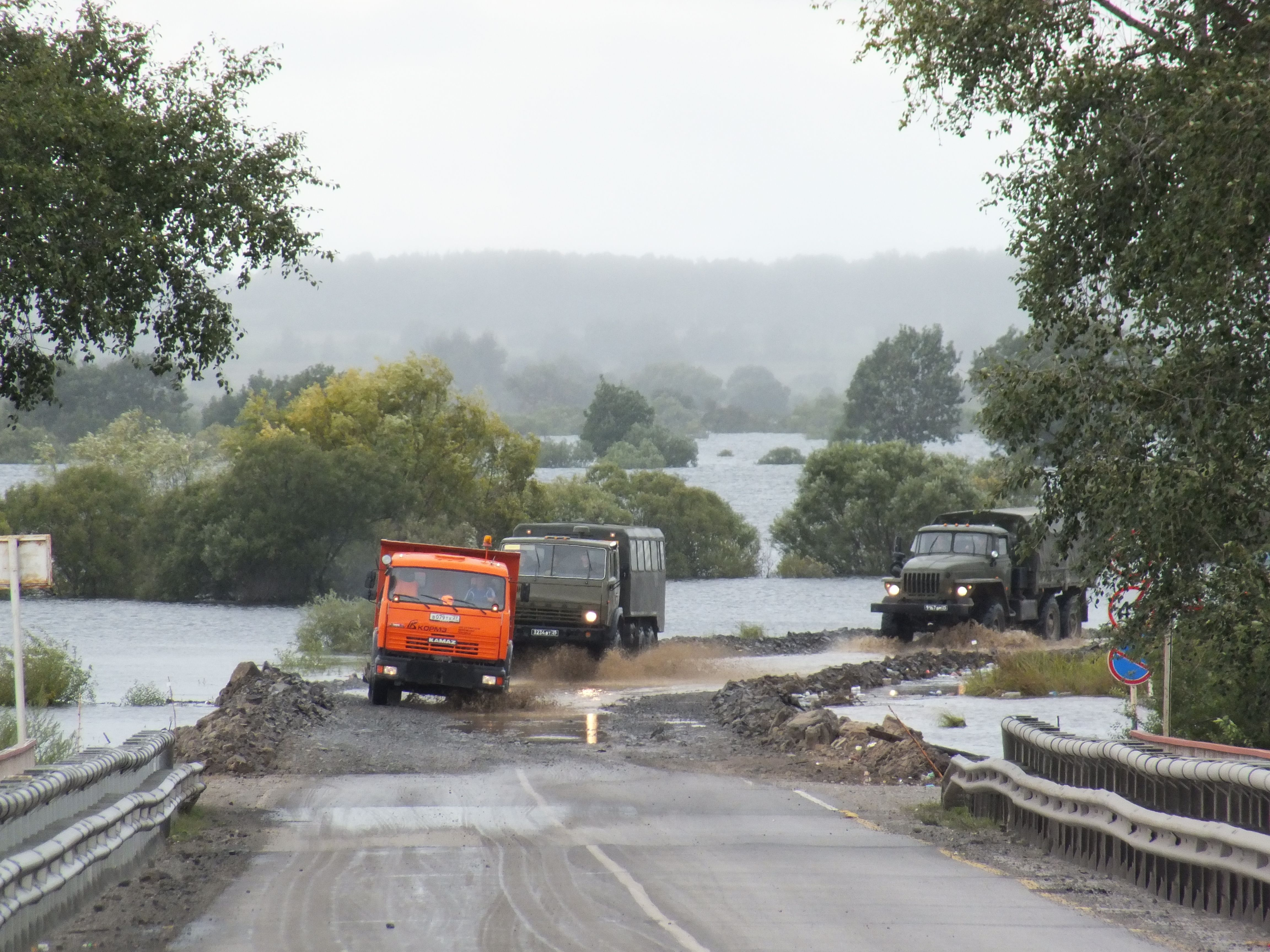
بزرگراه خاباروفسک-کومسومولسک، ۱ سپتامبر

از پایان ژوئیه تا اواسط اوت ۲۰۱۳، بارندگی‌های شدید و غیرمعمولی در نزدیکی رودخانه آمور، که مرز بین چین و روسیه را مشخص می‌کند، رخ داد. از ۱۰ اوت ۲۰۱۳، مناطقی از شمال شرقی چین شروع به سیل گرفتن کردند. از ۱۵ تا ۱۷ اوت، بارندگی‌های شدید مشکل را بدتر کرد و باعث بدترین سیل در منطقه در بیش از یک دهه شد. شهرک نانکوچیان، یکی از مناطقی که بیشترین آسیب را دیده است، شاهد ۴۴٫۹ سانتیمتر (۱۷٫۷ اینچ). تنها در ۱۶ اوت، ۱۲٫۵ نصف میانگین سالانه) باران بارید. تا ۱۸ اوت، سطح آب در ۶۱ مخزن از سطح «خطر» فراتر رفت. شهر فوشون در استان لیائونینگ به ویژه آسیب دید زیرا طوفان‌های بارانی باعث سرریز شدن چندین رودخانه در این شهر شد. در آن سوی مرز در شرق روسیه، سیل شدیدی نیز گزارش شد که استان آمور، استان خودمختار یهودی و سرزمین خاباروفسک بیشترین آسیب را دیدند. بیش از ۱۴۰ شهر تحت تأثیر چیزی قرار گرفتند که مقامات روسیه آن را بدترین سیل در ۱۲۰ سال گذشته توصیف کردند. رودخانه آمور به رکورد ۱۰۰٫۵۶ متر (۳۲۹٫۹ فوت) رسید. که از رکورد قبلی ثبت شده در سال ۱۹۸۴ پیشی گرفت و تا ۱۹ اوت همچنان در حال افزایش بود و شهر بزرگ کامسومولسک-نا-آمور را تهدید به سیل کرد.
در چین، بیش از ۶۰٬۰۰۰ خانه ویران شد و جاده‌های متعددی مسدود یا آسیب دیدند. بیش از ۷۸۷٬۰۰۰ هکتار از زمین‌های کشاورزی در این منطقه که به شدت به کشاورزی وابسته است، ویران شد. خطوط برق و ارتباطات در چندین شهر قطع شد. کل خسارات وارده ۱۶٫۱۴ میلیارد یوان (تقریباً ۲٫۶ میلیارد دلار آمریکا / ۱٫۹۴ میلیارد یورو) تخمین زده شد. در روسیه، ۳٫۲ میلیارد روبل (تقریباً ۹۷ میلیون دلار آمریکا / ۷۳ میلیون یورو) برای اقدامات امدادی اختصاص داده شد.

## تلفات
استان لیائونینگ چین با ۵۴ مورد مرگ و ۹۷ نفر مفقود تا ۱۹ اوت ۲۰۱۳، بیشترین آسیب را دید در استان جیلین، ۱۶ مورد مرگ گزارش شده است. استان هیلونگجیانگ ۱۱ مورد مرگ را تجربه کرد. در سراسر منطقه، ۳۶۰٬۰۰۰ نفر آواره و ۳٫۷۴ میلیون نفر به نوعی تحت تأثیر قرار گرفتند. در روسیه هیچ تلفاتی گزارش نشده است، اما ۲۰٬۰۰۰ نفر تخلیه شدند. دو خرس قهوه‌ای اسیر شده از طریق هلیکوپتر نجات یافتند.
سیل‌های نامرتبط ناشی از طوفان اوتور در جنوب چین به‌طور همزمان رخ داد و باعث شد که آمار تلفات این دو سیل در گزارش‌های رسمی با هم ترکیب شود. سیل‌های طوفان اوتور حداقل ۳۳ نفر را کشتند.

## عملیات امداد و پیامدهای آن
در روسیه، بیش از ۳۰٬۰۰۰ داوطلب به توزیع ۵۳ تن غذا و مایحتاج بین قربانیان سیل کمک کردند. مقامات در حال بررسی به تعویق انداختن انتخابات شهرداری در آمور هستند که قرار است در ۸ سپتامبر برگزار شود. تصمیم‌گیری در مورد انتخابات در ۲۷ اوت انجام خواهد شد.
شی جین پینگ، دبیرکل حزب کمونیست چین، همزمان با آغاز عملیات امدادرسانی، خواستار «تلاش‌های همه‌جانبه» شد. بیش از ۱۲۰٬۰۰۰ نفر، از جمله ۱۰٬۰۰۰ سرباز، در عملیات امداد و نجات مشارکت داشتند.